# Elecciones parlamentarias de Israel de 1949
Las elecciones para la Asamblea Constituyente se celebraron en el nuevo Israel independiente el 25 de enero de 1949. La participación electoral fue del 86,9%.  Dos días después de su primera reunión el 14 de febrero de 1949, los legisladores votaron para cambiar el nombre del cuerpo a Knesset (hebreo: כנסת, traducido como Asamblea). Se conoce hoy como el Primer Knesset.
Durante el establecimiento del estado de Israel en mayo de 1948, se establecieron las instituciones nacionales de Israel, que gobernaban el nuevo estado. Estos cuerpos no fueron elegidos en el sentido puro, y sus miembros se originaron en la gestión de la Agencia Judía para la Tierra de Israel y de la administración del Consejo Nacional Judío.
La Declaración de Independencia de Israel proclamó que:
Declaramos que después de la terminación del mandato británico, a partir del 15 de mayo de 1948 y hasta que las autoridades electas del estado se establezcan de conformidad con una constitución aceptada por la Asamblea Constituyente elegida a más tardar el 1 de octubre de 1948, el Consejo Provisional del Estado actuaría como el Consejo de Estado temporal, y su institución ejecutiva, el gobierno provisional de Israel, constituiría el gobierno temporal del estado judío, que se llamaría Israel.
Sin embargo, las elecciones no se celebraron antes de la fecha designada debido a la Guerra de la Independencia, y en realidad fueron canceladas dos veces. Las elecciones finalmente se llevaron a cabo el 25 de enero de 1949.
Estas fueron las primeras elecciones celebradas en Israel, y como tales exigieron preparativos especiales. El 5 de noviembre de 1948, el Consejo Provisional de Estado decidió que la Asamblea Constituyente estaría compuesta por 120 miembros. El 8 de noviembre de 1948 se realizó un censo de población que luego se utilizó en parte para la preparación de la guía de votantes (el censo era esencial debido al aumento de nuevos inmigrantes y debido a que los habitantes árabes del mandato británico se convirtieron en refugiados después de la guerra). A los fines del censo, el país entero tenía un toque de queda por siete horas, desde las cinco de la tarde hasta la medianoche. Otro problema fue el tema del Sistema Electoral. Se hicieron sugerencias de diferentes Sistemas Electorales, pero finalmente se decidió mantener el sistema electoral relativo que existía en las elecciones para la Asamblea de Representantes de la comunidad judía en la Palestina controlada por los británicos, y que la Asamblea Constituyente elegida sería la que determinaría el futuro sistema electoral en Israel.
Se prepararon mil colegios electorales en todo el país. Según el censo, el número de votantes elegibles consistió en medio millón de personas.

## Resultados
|  | 35.72 % |

|  | 14.73 % |

|  | 12.19 % |

|  | 11.45 % |

|  | 5.21 % |

|  | 4.09 % |

|  | 3.52 % |

|  | 3.48 % |

|  | 1.70 % |

|  | 1.23 % |

|  | 1.19 % |

|  | 1.01 % |

|  | 0.74 % |

|  | 0.67 % |

|  | 0.65 % |

|  | 0.65 % |

|  | 0.65 % |

|  | 0.58 % |

|  | 0.29 % |

|  | 0.19 % |

|  | 0.05 % |

|  | 98.77 % |

|  | 1.23 % |

|  | 100.00 % |

|  | 86.88 % |

## Gobierno
El 19 de mayo de 1948, la Asamblea Provisional confirmó el hebreo y el árabe como los idiomas oficiales de Israel, eliminando el inglés como idioma oficial. La Asamblea Constituyente se reunió en febrero de 1949.
El primer gobierno se formó el 8 de marzo de 1949 con David Ben-Gurion como primer ministro. Su partido Mapai formó una coalición con el Frente Religioso Unido, el Partido Progresista, los Sefardíes y las Comunidades Orientales y la Lista Democrática de Nazaret, y había 12 ministros. Yosef Sprinzak de Mapai fue designado como el orador.
El 16 de febrero de 1949, el Primer Knesset eligió a Chaim Weizmann como el primer presidente (en gran parte ceremonial) de Israel. También aprobó una ley educativa en 1949 que introdujo la escolaridad obligatoria para todos los niños entre las edades de 5 a 14 años.  El 5 de julio de 1950, aprobó la Ley del Retorno.
La tendencia de inestabilidad política en Israel comenzó cuando Ben-Gurion renunció el 15 de octubre de 1950 por desacuerdos con el Frente Religioso Unido sobre educación en los nuevos campamentos de inmigrantes y el sistema de educación religiosa, y exigió que se cerrara el Ministerio de Abastecimiento y Racionamiento, y un empresario nombrado Ministro de Comercio e Industria.
Ben-Gurion formó un segundo gobierno el 1 de noviembre de 1950 con los mismos socios de la coalición que antes, aunque hubo una ligera reorganización en su gabinete: David Remez se mudó del Ministerio de Transporte a Educación, reemplazando a Zalman Shazar (que quedó fuera del nuevo gabinete), mientras que Dov Yosef reemplazó a Remez como Ministro de Transporte. Ya'akov Geri fue nombrado Ministro de Comercio e Industria a pesar de no ser miembro de la Knéset. También hubo un nuevo Viceministro en el Ministerio de Transporte.
Se abrió la puerta para las elecciones para la segunda knesset cuando el gobierno renunció el 14 de febrero de 1951, después de que el Knesset rechazara las propuestas del Ministro de Educación y Cultura sobre el registro de escolares.

## Galería

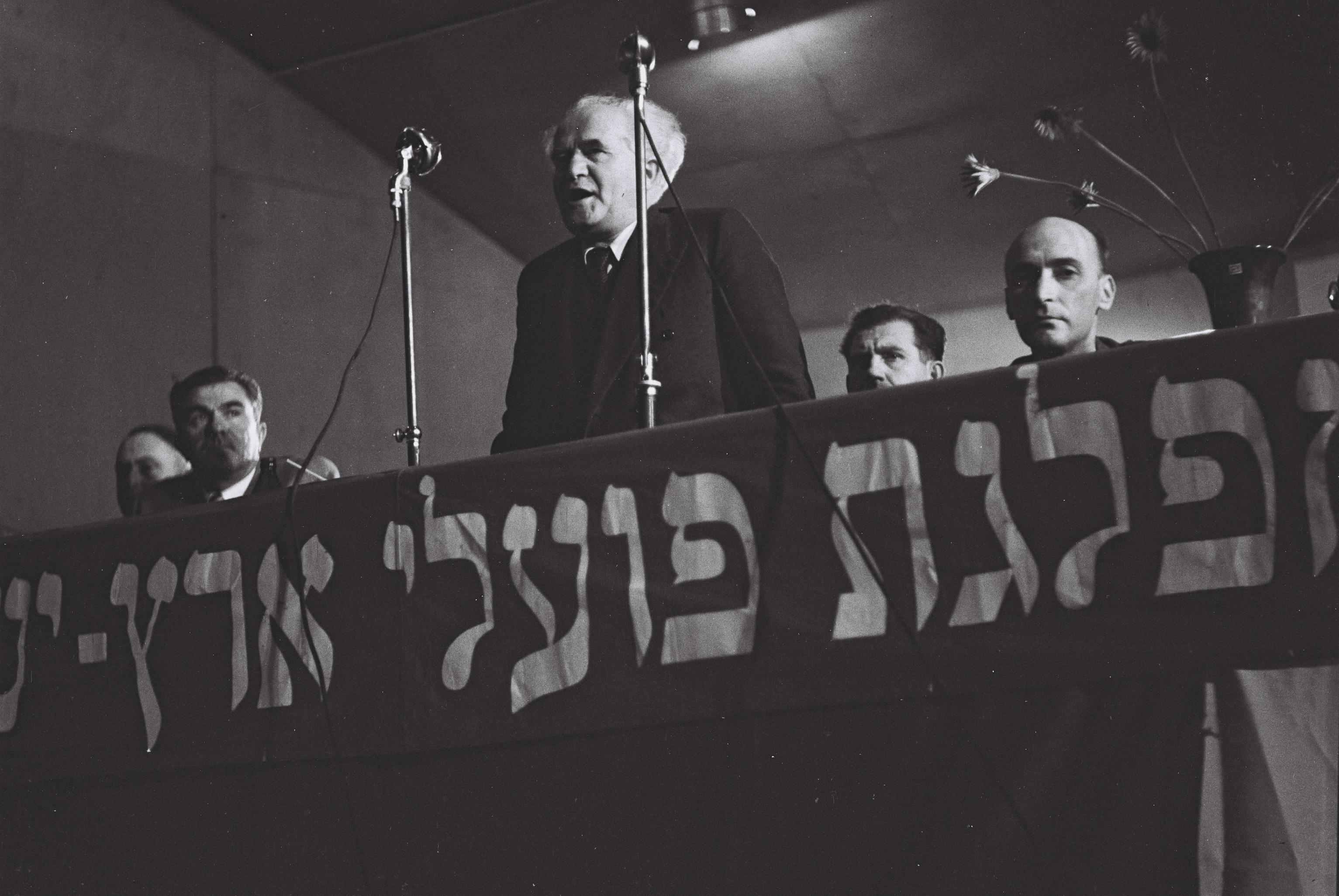
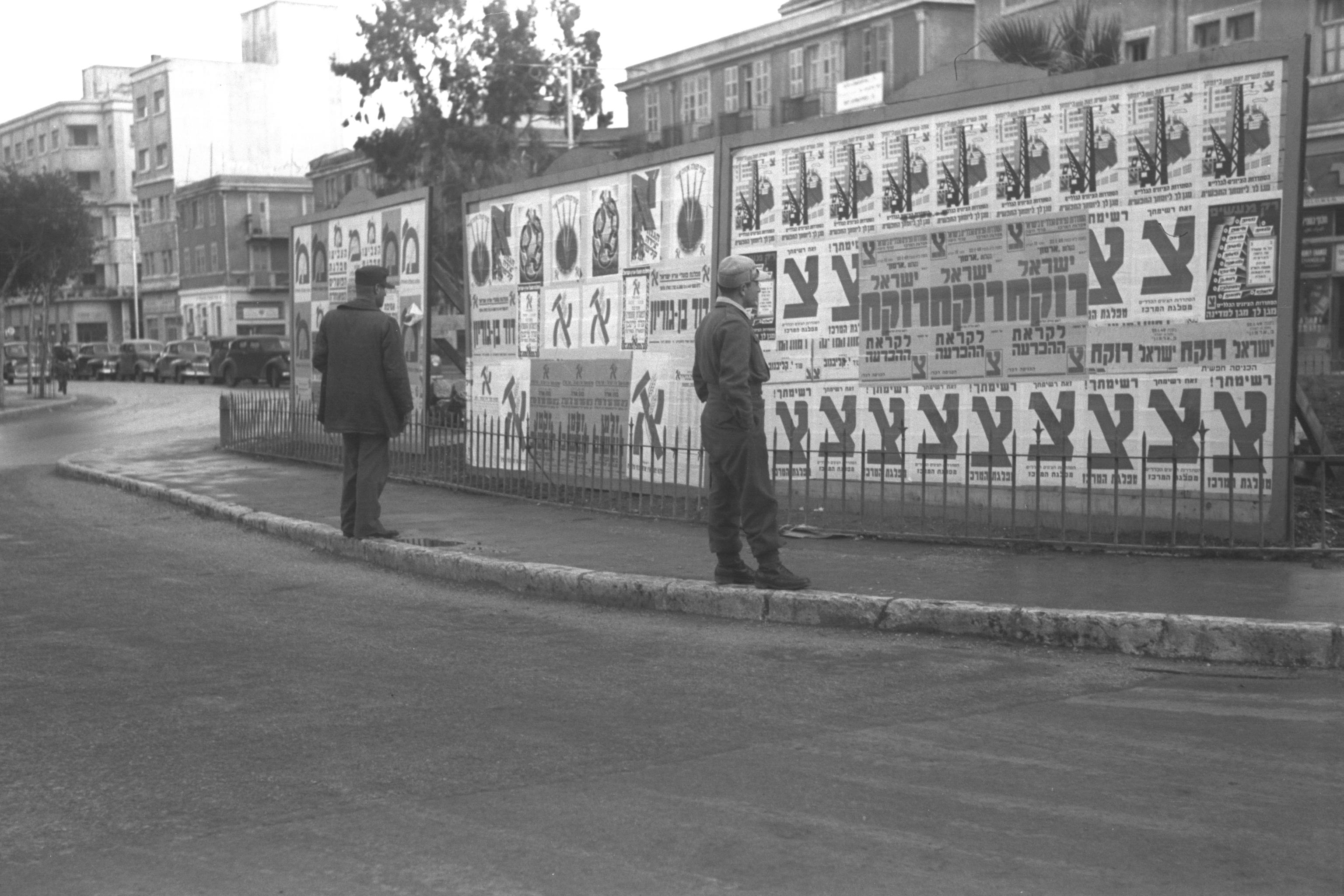
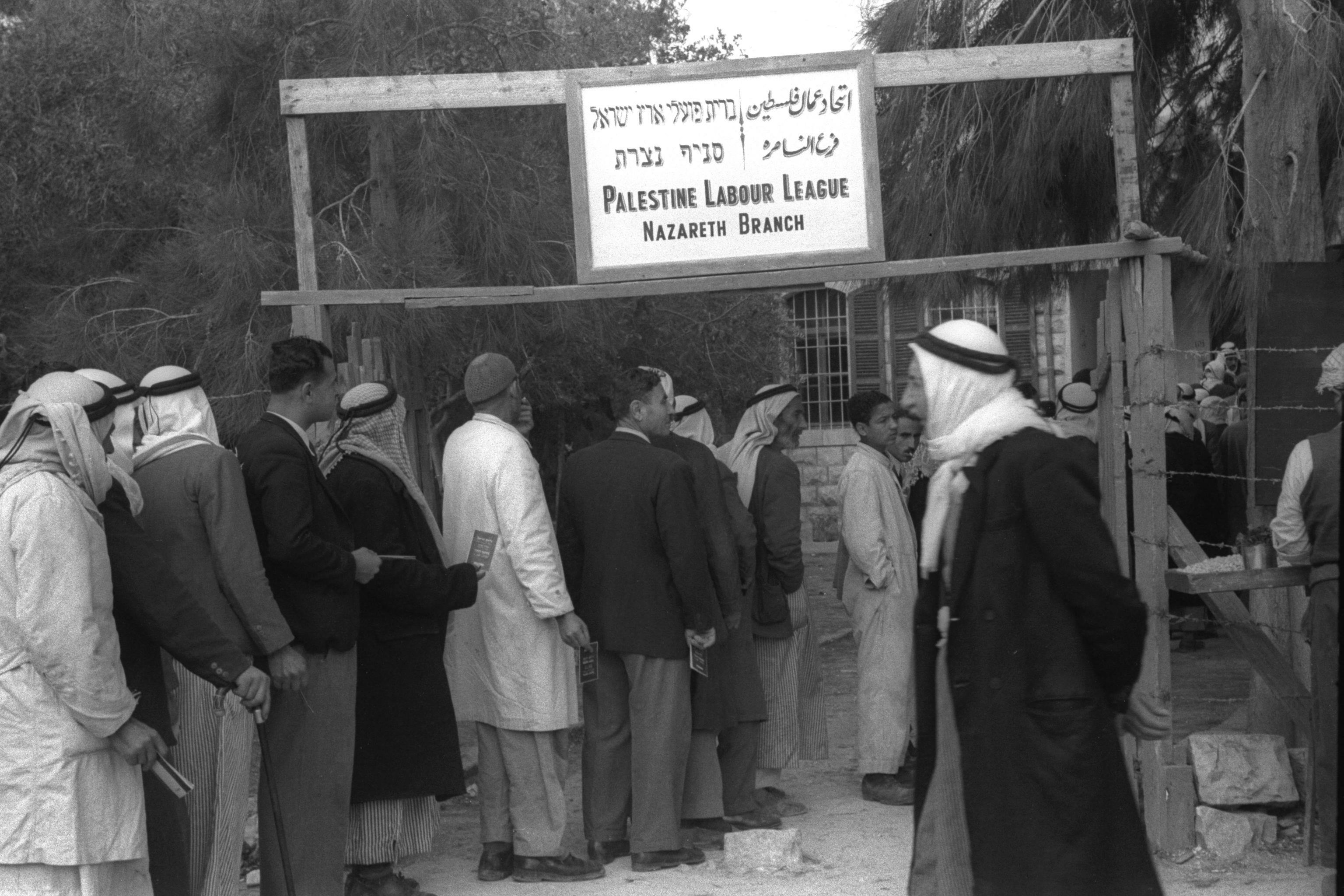
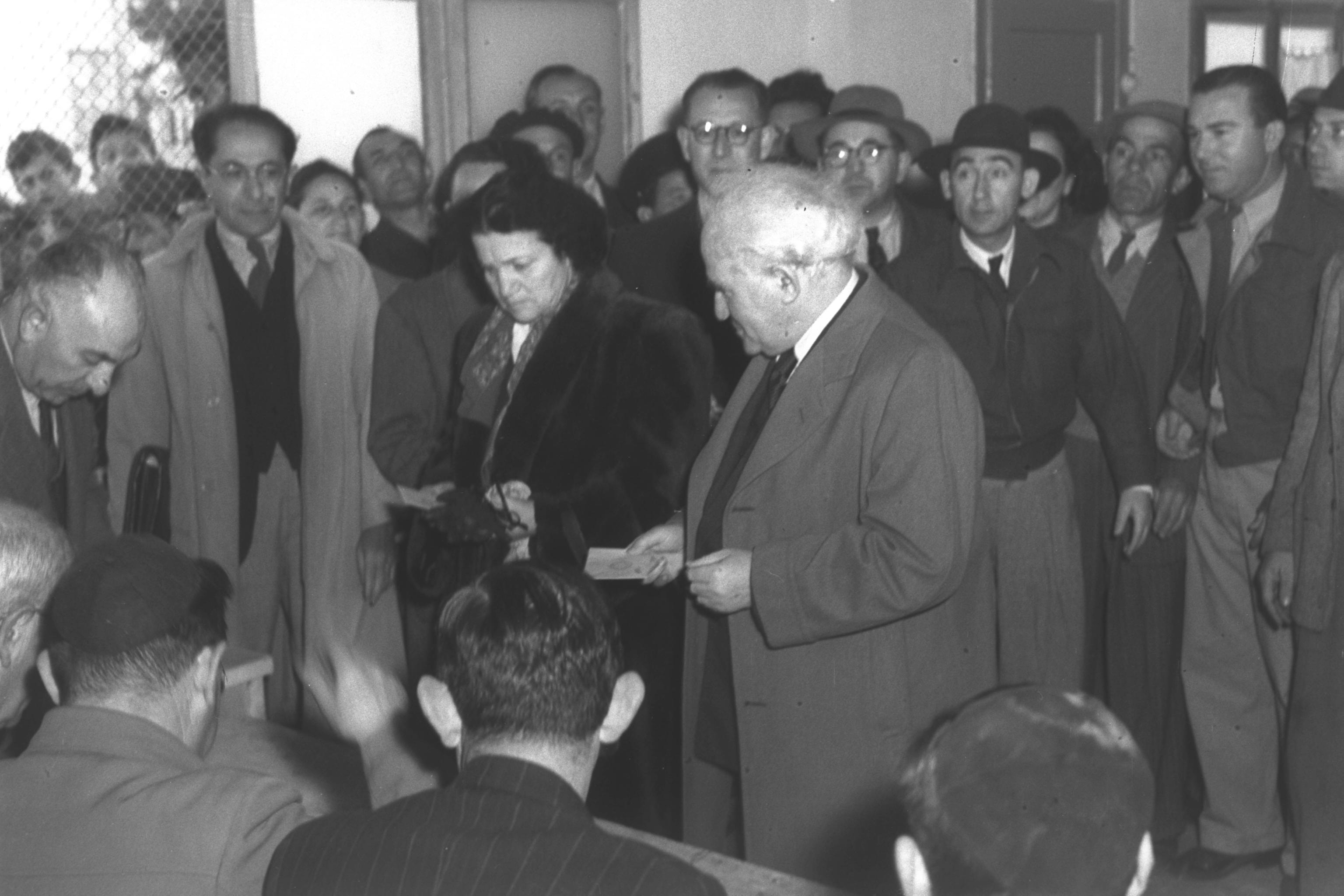